# Pedro Patiño Ixtolinque
Pedro Patiño Ixtolinque (San Pedro Ecatzingo, México, 1774 - Ciudad de México, México, 1835) fue un escultor mexicano, su padre fue español y su madre mestiza.

## Biografía
Obtuvo una beca en la Academia de San Carlos, reservada para los «indios puros» de Nueva España, gracias a que su padre se hizo pasar por cacique de Coyoacán. Cuando recibió el título lo hizo con la condición de español puesto que los indios no podían acceder al mismo. En dicha escuela fue compañero de estudios de Santiago Sandoval y asistente de Manuel Tolsá. Con el escultor español trabajó en el Sagrario de la Catedral Metropolitana de la Ciudad de México, en el Sagrario de la Catedral de Puebla donde esculpió una Inmaculada Concepción así como otras obras en catedrales mexicanas. A la muerte de Tolsá, Patiño Ixtolinque prosiguió su labor influenciado por el estilo neoclásico de Tolsá.
En 1817 fue nombrado Académico de Mérito, el más alto rango de la institución, consiguiéndolo con un relieve en barro blanco como examen, La Proclamación del Rey Wamba, el cual se conserva en el Museo Nacional de Arte de México. Tras la independencia de 1821 realizó una escultura de José María Morelos. En 1824, tras la reapertura de la Academia, fue designado como subdirector de escultura y a partir de 1826 fue su director.
En 1830 participó en un proyecto de cenotafio a Morelos, donde esculpió las imágenes de América y la Libertad para el monumento fúnebre del héroe insurgente.